# Petro
« Petro » redirige ici. Pour les autres significations, voir Petro (homonymie).

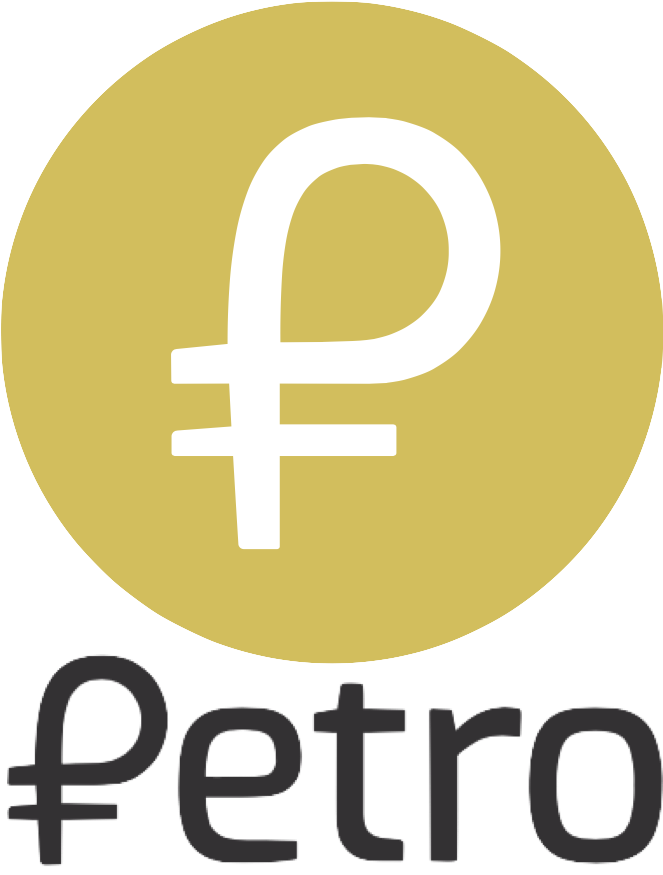
Logo du petro.

Le petro (en espagnol : el petro, petromoneda) est une cryptomonnaie émise par le Venezuela. Annoncée en décembre 2017, elle est adossée aux réserves de pétrole et de minerais du pays, et a pour mission de complémenter le bolivar dont la valeur chute. Elle est supposée être un moyen de contourner les sanctions des États-Unis et d’accéder à des sources de financement internationales. Elle disparaît en janvier 2024.

## Histoire
Annoncée en décembre 2017 par le président vénézuélien Nicolás Maduro,, elle fut émise le 20 février 2018. En 2009, l'ancien président Hugo Chávez avait également émis l’idée de lancer une monnaie dont la valeur dépendrait du cours du pétrole et portant le même nom.
Après le premier jour de vente, les autorités vénézuéliennes affirmèrent avoir vendu pour une valeur de 735 millions de dollars en pétros sur les cinq milliards espérés au cours du processus complet,.
La valeur du bolivar souverain, lancé en août 2018, est indexée à celle du petro. Les banques publiques et privées doivent fournir leurs informations en bolivars et en petros, selon une résolution de la Surintendance des institutions du secteur bancaire (Sudeban). Face une inflation approchant 1 000 000 % pour 2018, les prix et les salaires (retraites) doivent être fixés dans les deux monnaies, le Bolivar souverain, la monnaie nationale, et le petro.
Dans la pratique, le Petro n'a été qu'une unité de compte, plus qu'une véritable monnaie, dans un pays en proie à l'hyperinflation et la dépréciation constante de la monnaie locale.
Les prix des amendes routières ou des cartes de séjour étaient, par exemple, fixés en Petro, mais elles se réglaient en bolivar ou en dollar. 
Cela se révèle être un échec. Un scandale de corruption en mai 2023 avec le détournement de milliards de dollars avec la manipulation du Petro conduit à la démission du ministre du Pétrole Tareck El Aissami.
À partir du 15 janvier 2024, les portefeuilles de cryptomonnaies seront « clôturés », annonce le portail de la plateforme Patria de l'État vénézuélien dans la nuit du 11 au 12 janvier. Elle était la seule interface où le Petro était convertible. Les portefeuilles virtuels seront crédités de leur équivalent en Bolivars.

## Principe
Cryptomonnaie basée sur la blockchain NEM (New Economy Movement) dont la valeur est corrélée au cours du pétrole, celle-ci permettra de payer ses impôts, ses amendes mais aussi les services publics comme les transports gérés par les autorités. Au moment de l’offre initiale, un petro valait ainsi environ 60 dollars, soit le prix d’un baril de pétrole brut, mais sa valeur peut aussi varier selon les cours.